# Tetewczyce
Tetewczyce (ukr. Тетевчиці) – wieś na Ukrainie. Należy do rejonu radziechowskiego w obwodzie lwowskim i liczy 1107 mieszkańców.
Aleksander Kryczyński herbu Radwan z odmianą (zm. 1673, rotmistrz polski, turecki, bej barski) w latach 60. XVII w. posiadał część wsi Tetewczyc w powiecie lwowskim.
W II Rzeczypospolitej do 1934 roku wieś stanowiła samodzielną gminę jednostkową w powiecie radziechowskim w woj. tarnopolskim. W związku z reformą scaleniową została 1 sierpnia 1934 roku włączona do nowo utworzonej wiejskiej gminy zbiorowej Stojanów w tymże powiecie i województwie. Po wojnie wieś weszła w struktury administracyjne Związku Radzieckiego.